# Loma Larga, Michoacán de Ocampo
Loma Larga är en ort i Mexiko.   Den ligger i kommunen Zitácuaro och delstaten Michoacán de Ocampo, i den södra delen av landet, 130 km väster om huvudstaden Mexico City. Loma Larga ligger 1 898 meter över havet och antalet invånare är 569.
Terrängen runt Loma Larga är kuperad västerut, men österut är den bergig. Runt Loma Larga är det tätbefolkat, med 319 invånare per kvadratkilometer. Närmaste större samhälle är Heróica Zitácuaro, 2,4 km söder om Loma Larga. Omgivningarna runt Loma Larga är en mosaik av jordbruksmark och naturlig växtlighet.